# Härklot
Härklot med Furuskär i norr, är en ö i Finland. Den ligger i Skärgårdshavet och i kommunen Pargas i den ekonomiska regionen  Åboland i landskapet Egentliga Finland, i den sydvästra delen av landet. Ön ligger omkring 61 kilometer väster om Åbo och omkring 210 kilometer väster om Helsingfors.
Öns area är 1,12 kvadratkilometer och dess största längd är 2,1 kilometer i nord-sydlig riktning. Ön höjer sig omkring 35 meter över havsytan.